# نوپسرها تاتسینلویی
نوپسرها تاتسینلویی یک گونه سوسک از خانوادهٔ سوسک‌های شاخک‌دراز است. استفان فون برونینگ در سال ۱۹۴۸ این گونه را توصیف و بررسی کرد.